# Лит, Хельмут
Хельмут Лит (нем. Helmut Lieth, 16 декабря 1925 — 16 апреля 2015) — немецкий ботаник, профессор ботаники, биолог, эколог, профессор экологии.

## Биография
Хельмут Лит родился в коммуне Кюртен 16 декабря 1925 года.
Лит получил учёную степень в 1953 году в Кёльнском университете и был в 1960 году приват-доцентом в Университете Хоэнхайм. Затем он был приглашённым профессором в Венесуэле и Колумбии, профессором ботаники в Гавайском университете и в Университете Северной Каролины в Чапел-Хилл, США.
С 1977 по 1992 год Хельмут Лит был профессором в Оснабрюкском университете.

## Научная деятельность
Хельмут Лит специализируется на семенных растениях.

## Избранные научные работы
- mit Heinrich Walter u.a.: Klimadiagramm-Weltatlas. In drei Lieferungen mit etwa 8000 Klimastationen (etwa 9000 Diagramme). Gustav Fischer Verlag (VEB) Jena 1960—1967.